# Tamara Hope
Tamara Hope, née Tamara Lindeman le 2 novembre 1984, est une musicienne et actrice canadienne. Elle est principalement connue pour avoir incarné le rôle principal de la série télévisée Guenièvre Jones.

## Biographie
En plus de sa carrière d'actrice, Tamara est active sur la scène musicale de Toronto parmi son propre groupe, The Weather Station (La station météo).

## Filmographie
La filmographie qui suit présente les œuvres dans leur titre original.
| Année                   | Film                                             | Rôle                         |
| ----------------------- | ------------------------------------------------ | ---------------------------- |
| 2000–2002               | Soul Food : Les Liens du sang (TV)               | Callie                       |
| 2000                    | Stepsister from Planet Weird                     | Ariel Cola                   |
| 2001                    | Bleu profond (The Deep End)                      | Paige Hall                   |
| 2001                    | À l'épreuve de l'amour (What Girls Learn) (TV)   | Elizabeth                    |
| 2002                    | Guenièvre Jones                                  | Gwen Jones/ Guenièvre        |
| 2003                    | The Republic of Love                             | Sophie                       |
| 2003                    | Shattered City: The Halifax Explosion            | Beatrix Collins              |
| 2004                    | Secrets d'État (A Different Loyalty)             | Lucy Cauffield               |
| 2004                    | Prom Queen (Prom Queen: The Marc Hall Story)     | Carly                        |
| 2004                    | Ralph (Saint Ralph)                              | Claire Collins               |
| 2004                    | Shall We Dance?                                  | Jenna Clark                  |
| 2005                    | The Nickel Children                              | Cat                          |
| 2005                    | Innocence à vendre (Selling Innocence)           | Chelsea Burns                |
| 2005                    | Mayday (en) (TV)                                 | Linda Farley                 |
| 2006                    | Magnitude 10,5 : L'Apocalypse (10.5: Apocalypse) | First Daughter Amy Hollister |
| 2006                    | September Dawn                                   | Emily Hudson                 |
| 2006                    | Pour sauver ma fille (Augusta, Gone) (TV)        | Rain                         |
| 2007                    | Whistler (TV)                                    | Leah McLure                  |
| 2009                    | Les Sables de l'Enfer (Sand Serpents) (TV)       | Captain Henle                |
| 2009                    | Manson                                           | Linda Kasabian               |
| 2009 ; 2014; 2015; 2016 | Les Enquêtes de Murdoch (TV)                     | Edna Brooks                  |
| 2012                    | Foxfire                                          | Marianne                     |
| 2015                    | Crimson Peak                                     | Femme de la haute société    |